# Wapen van Hoogeveen
Het wapen van Hoogeveen is sinds de toekenning van 10 november 1819 niet wezenlijk veranderd. Het wapen symboliseert de wat toen de belangrijkste inkomstenbronnen van de gemeente Hoogeveen waren: turf en honing. Het wapen dat werd aangevraagd is echter niet verleend. De gemeente verzocht de Hoge Raad van Adel om een wapen waar de bijenkorven als schildhouders zouden dienen. Een dergelijk wapen was ook in de 18e eeuw in gebruik.

## Geschiedenis
Tot 1852 wordt het officiële wapen vrijwel geheel niet gebruikt, sindsdien staat het op het ambtsketen. Sinds 1925 verscheen het officiële wapen op briefpapier, echter de gemeente gebruikt het uitsluitend op officiële stukken. Op andere papieren plaatst de gemeente een logo.
In 1950 kreeg de toenmalige gemeente Hoogeveen een kroon bij het wapen, dit is de enige wijziging in het wapen dat de gemeente gedaan kreeg. De gemeente voerde echter ver voor het verlenen er van al een kroon op het wapen.

## Niet verkregen wapen
Het oorspronkelijke wapen is vermoedelijk rond 1806 ontworpen, er zijn namelijk geen oudere wapens bekend. De intentie van de gemeente was toen om het wapen te laten bestaan uit een zilveren schild met daarop een hoop turven. Als schildhouders zouden dan aan weerszijden van het schild bijenkorven komen en achter het schild de Heilige Maagd Maria tussen twee vleugels.Terwijl Napoleon over Nederland heerste kwam dit wapen te vervallen. Bij de aanvraag bij de Hoge Raad van Adel werd hetzelfde ontwerp ingediend. De Hoge Raad van Adel besliste echter dat de bijenkorven niet naast het schild dienden te komen, maar op het schild naast de turven. Maria kwam in het geheel te vervallen.
De gemeente was het niet eens met het besluit van de Hoge Raad en bleef tot na 1852 een zegel gebruiken met het gewenste ontwerp. De laatste keer dat het op een officieel stuk gebruikt werd was in 1925. De laatste keer dat het überhaupt gebruikt werd was in 1961 op een verzekeringspolis.
In 1852 vroeg de gemeente aan de Koninklijke Nederlandse Munt om een ambtsketen voor de Burgemeester aan te vragen. Op de bijbehorende penning staan het Rijkswapen en het door de Hoge Raad van Adel ontworpen officiële gemeentewapen.

## Blazoenen

### Eerste wapen
Het eerste wapen werd op 10 november 1819 aan de gemeente Hoogeveen toegekend. De omschrijving door de Hoge Raad van Adel gegeven luidt als volgt:
Van zilver, beladen met een hoop gestapelde turven in natuurlijke kleur, gedekt met groen stroo, verzeld aan beide zijden door een bijenkorf van stroo, boven welke eenige bijen in hunne natuurlijke kleur.
Het schild is zilverkleurig met in het midden een stapel bruine turven, op de stapel turven ligt groene stro. Aan weerszijden van de stapel turf staat een bijenkorf van stro. Boven de bijenkorven vliegen bijen. De bijen zijn in natuurlijke kleur.

### Tweede wapen
Het tweede wapen werd op 25 november 1950 aan de gemeente Hoogeveen toegekend. De bijhorende omschrijving luidt als volgt:
In zilver een hoop turven, gestapeld ter hoogte van zes lagen, gedekt met riet en ter weerszijden begeleid door een bijenkorf van gevlochten stro, waarboven enige bijen, alles in natuurlijke kleur. Het schild gedekt met een gouden kroon van 3 bladeren en 2 paarlen.
Het schild van het tweede wapen is exact gelijk aan dat van het voorgaande wapen. Het enige verschil is de officieel toegevoegde driebladige gravenkroon. Tussen de drie bladeren zijn twee parels geplaatst. De kroon is goudkleurig.
Aa en Hunze · Assen · Borger-Odoorn · Coevorden · De Wolden · Emmen · Hoogeveen · Meppel · Midden-Drenthe · Noordenveld · Tynaarlo · Westerveld